# Castanopsis echinophora
Castanopsis echinophora là một loài thực vật có hoa trong họ Fagaceae. Loài này được A.Camus mô tả khoa học đầu tiên năm 1938.